# Anamphiura valida
Anamphiura valida är en ormstjärneart som beskrevs av Hubert Lyman Clark 1939. Anamphiura valida ingår i släktet Anamphiura och familjen trådormstjärnor. Inga underarter finns listade i Catalogue of Life.